# Кубок СССР по лёгкой атлетике в помещении 1986
Кубок СССР по лёгкой атлетике в помещении 1986 года прошёл 1—2 февраля в Москве в манеже ЛФК «ЦСКА» имени В. П. Куца. На протяжении 2 дней был разыгран 31 комплект медалей. В соревнованиях приняли участие около 350 атлетов, в том числе и зарубежные спортсмены (ГДР, Венгрия, Польша, Румыния, Чехословакия, Греция).
В большинстве видов программы, кроме бега на 60 метров и 60 метров с барьерами, проводились только финалы.
С 3 по 5 января состоялись зональные соревнования, с 18 по 19 января — полуфинальные соревнования в Гомеле, Перми, Клайпеде, Пензе. Финальные соревнования изначально планировалось провести в Кишинёве.
В беге на 600 метров у женщин Елена Дидиленко показала лучший результат сезона в мире — 1.26,91.

## Медалисты

### Мужчины
| Дисциплина             | Золото                                      | Золото  | Серебро                                      | Серебро | Бронза                                    | Бронза  |
| ---------------------- | ------------------------------------------- | ------- | -------------------------------------------- | ------- | ----------------------------------------- | ------- |
| 60 м                   | Александр Евгеньев Динамо Ленинград         | 6,70    | Андрей Разин Профсоюзы Пермь                 | 6,72    | Николай Юшманов Динамо Ленинград          | 6,75    |
| 200 м                  | Николай Разгонов Спартак Донецк             | 21,16   | Владимир Шершень Динамо Ленинград            | 21,52   | Владимир Просин Динамо Саратов            | 21,82   |
| 300 м                  | Анатолий Литвинов Динамо Липецк             | 33,92   | Николай Чернецкий Вооружённые Силы Москва    | 34,04   | Э. Аксёнов Вооружённые Силы Москва        | 34,61   |
| 400 м                  | Аркадий Корнилов Вооружённые Силы Ленинград | 47,15   | Олег Сингатуллин Вооружённые Силы Москва     | 47,40   | Максим Марченко Вооружённые Силы Москва   | 47,87   |
| 600 м                  | Сергей Куцебо Буревестник Ленинград         | 1.18,34 | Максим Марченко Вооружённые Силы Москва      | 1.18,58 | А. Кондратенко Вооружённые Силы Караганда | 1.18,62 |
| 800 м                  | Виктор Калинкин Буревестник Пенза           | 1.47,70 | Валдис Вернерис Урожай Рига                  | 1.48,37 | А. Неретс Урожай Рига                     | 1.49,54 |
| 1000 м                 | Виктор Калинкин Буревестник Пенза           | 2.20,37 | Игорь Лоторев Вооружённые Силы Курск         | 2.20,58 | Сергей Лапетин Вооружённые Силы Минск     | 2.20,62 |
| 1500 м                 | Ю. Киселёв Вооружённые Силы Владимир        | 3.46,75 | В. Гоголев ШВСМ Свердловск                   | 3.46,96 | А. Чепалов Трудовые резервы Владивосток   | 3.47,23 |
| 3000 м                 | Игорь Лоторев Вооружённые Силы Курск        | 7.58,55 | С. Киселёв Труд Магнитогорск                 | 7.59,19 | Михаил Дасько Вооружённые Силы Ленинград  | 7.59,60 |
| 2000 м с препятствиями | Лев Глинских Вооружённые Силы Свердловск    | 5.25,02 | Мати Уусмаа Труд Таллин                      | 5.25,62 | С. Багдасарян Вооружённые Силы Минск      | 5.27,20 |
| 50 м с барьерами       | Игорь Казанов Динамо Минск                  | 6,61    | Сергей Усов Динамо Ташкент                   | 6,64    | Сергей Стрельченко Труд Ростов-на-Дону    | 6,79    |
| 60 м с барьерами       | Игорь Казанов Динамо Минск                  | 7,66    | Андрей Прокофьев Вооружённые Силы Свердловск | 7,69    | Александр Маркин Вооружённые Силы Москва  | 7,81    |
| Прыжок в высоту        | Рудольф Поварницын Трудовые резервы Киев    | 2,27 м  | Александр Котович Вооружённые Силы Киев      | 2,24 м  | Юрий Готовский Труд Таганрог              | 2,20 м  |
| Прыжок с шестом        | Сергей Кулибаба Трудовые резервы Алма-Ата   | 5,65 м  | А. Морозов Трудовые резервы Ставрополь       | 5,50 м  | Константин Волков Локомотив Иркутск       | 5,50 м  |
| Прыжок в длину         | Константин Семыкин Вооружённые Силы Москва  | 7,98 м  | С. Заозерский Вооружённые Силы Ленинград     | 7,82 м  | В. Пугачёв Вооружённые Силы Москва        | 7,81 м  |
| Тройной прыжок         | Владимир Плеханов Профсоюзы Москва          | 17,10 м | Николай Мусиенко Буревестник Днепропетровск  | 16,87 м | Александр Леонов Динамо Гомель            | 16,56 м |
| Толкание ядра          | Янис Боярс Урожай Рига                      | 20,55 м | Сергей Смирнов Вооружённые Силы Ленинград    | 20,47 м | Сергей Гаврюшин Трудовые резервы Москва   | 20,14 м |

### Женщины
| Дисциплина       | Золото                                              | Золото  | Серебро                                          | Серебро | Бронза                                             | Бронза  |
| ---------------- | --------------------------------------------------- | ------- | ------------------------------------------------ | ------- | -------------------------------------------------- | ------- |
| 60 м             | Ирина Слюсарь Буревестник Днепропетровск            | 7,27    | Ольга Золотарёва Вооружённые Силы Москва         | 7,33    | Ж. Дюринг ГДР                                      | 7,39    |
| 200 м            | Майя Азарашвили Урожай Тбилиси                      | 23,70   | Светлана Червякова Динамо Краснодар              | 23,87   | Винета Икауниеце Урожай Рига                       | 23,89   |
| 300 м            | Людмила Белова Профсоюзы Москва                     | 37,75   | Лилия Новосельцева Трудовые резервы Грозный      | 38,06   | Вера Сычугова Труд Свердловск                      | 38,60   |
| 400 м            | Елена Дидиленко Трудовые резервы Московская область | 53,38   | Корнелия Фейербах ГДР                            | 53,98   | Елена Пойда Локомотив Новосибирск                  | 54,71   |
| 600 м            | Елена Дидиленко Трудовые резервы Московская область | 1.26,91 | Вера Чувашёва Спартак Курган                     | 1.27,06 | Ольга Нелюбова Трудовые резервы Московская область | 1.28,85 |
| 800 м            | Светлана Китова Трудовые резервы Москва             | 2.01,43 | Любовь Кирюхина Вооружённые Силы Москва          | 2.02,30 | Виолета Бекля Румыния                              | 2.02,42 |
| 1000 м           | Вера Чувашёва Спартак РСФСР Курган                  | 2.03,01 | Светлана Китова Трудовые резервы Москва          | 2.38,12 | Екатерина Подкопаева Динамо Московская область     | 2.38,58 |
| 1500 м           | Регина Чистякова Урожай Вильнюс                     | 4.10,38 | С. Мелешкова Вооружённые Силы Московская область | 4.20,77 | Н. Веселкова Вооружённые Силы Ленинград            | 4.21,31 |
| 3000 м           | Марина Родченкова Буревестник Москва                | 9.05,85 | И. Кукк Труд Тарту                               | 9.11,89 | Марина Плужникова Труд Горький                     | 9.13,75 |
| 50 м с барьерами | Надежда Коршунова Спартак Харьков                   | 6,92    | Наталья Григорьева Локомотив Харьков             | 6,93    | Елизавета Чернышёва ШВСМ Свердловск                | 7,06    |
| 60 м с барьерами | Вера Акимова Вооружённые Силы Москва                | 8,01    | Надежда Коршунова Спартак Харьков                | 8,10    | Наталья Григорьева Локомотив Харьков               | 8,19    |
| Прыжок в высоту  | Марина Доронина Динамо Челябинск                    | 1,94 м  | И. Баринова Москва                               | 1,92 м  | Галина Бригадная Локомотив Ашхабад                 | 1,92 м  |
| Прыжок в длину   | Елена Коконова Трудовые резервы Алма-Ата            | 6,89 м  | Елена Иванова Вооружённые Силы Москва            | 6,63 м  | Иоланда Чен Трудовые резервы Москва                | 6,57 м  |
| Толкание ядра    | Нуну Абашидзе Динамо Одесса                         | 19,91 м | Дангуоле Бимбайте Динамо Вильнюс                 | 18,87 м | Валентина Федюшина Трудовые резервы Москва         | 18,80 м |

## Командное первенство
| Место | Команда              | Очки |
| ----- | -------------------- | ---- |
| 1     | ЦСКА Москва          | 221  |
| 2     | Московская область   | 149  |
| 3     | СКА Ленинград        | 146  |
| 4     | Минск                | 144  |
| 5     | Зенит Москва         | 144  |
| 6     | Свердловская область | 103  |
| 7     | Пермская область     | 85   |
| 8     | Горьковская область  | 81   |